# A Walk to Remember
A Walk to Remember is een dramafilm uit 2002, gebaseerd op de roman van Nicholas Sparks uit 1998. Hoofdrolspelers zijn zangeres Mandy Moore en acteur Shane West. De film is geregisseerd door Adam Shankman en geproduceerd door Denise Di Novi en Hunt Lowry.

## Verhaal
De film gaat over de levens van twee verschillende studenten aan de Beaufort High School. De positief ingestelde dochter van een dominee, Jamie Sullivan (Mandy Moore), en een ongeïnspireerde, verveelde jongen, Landon Carter (Shane West).
Als een grap van Landon en een stel van zijn vrienden misgaat, moet hij aan diverse buitenschoolse activiteiten deelnemen. Hij moet de onderhoudsploeg helpen, achtergestelde leerlingen bijles geven en deelnemen aan een schooltoneelstuk. Landon heeft hulp nodig met het oefenen en onthouden van teksten en vraagt hulp aan Jamie die ook meedoet aan het toneelstuk. Zij wil hem wel helpen onder de voorwaarde dat hij niet verliefd op haar wordt. Op school blijft Landon met zijn vrienden Jamie echter treiteren.
Uiteindelijk worden de twee toch verliefd op elkaar - onder het zeer bezorgde oog van haar vader, dominee Sullivan (Peter Coyote) - waarna Jamie na een tijdje open kaart met hem moet spelen door hem te vertellen dat ze leukemie heeft. Landon helpt haar met het verwezenlijken van de dingen die ze nog gedaan wil hebben in haar leven. Hij vraagt haar ook ten huwelijk en ze trouwen in het kerkje van het geboortedorp van Jamies overleden moeder, haar grootste wens.
Een paar maanden later overlijdt Jamie. De film eindigt vier jaar later als Landon langsgaat bij Jamies vader. Hij vertelt hem dat hij begonnen is aan zijn studie geneeskunde. Het is duidelijk dat Jamie zijn leven compleet veranderde en dat hij dankzij haar nu een doel in het leven heeft.

## Rolverdeling
- Shane West - Landon Carter
- Mandy Moore - Jamie Sullivan
- Peter Coyote - Dominee Sullivan
- Daryl Hannah - Cynthia Carter
- Clayne Crawford - Dean
- Lauren German - Belinda
- Al Thompson - Eric
- Paz de la Huerta - Tracie

## Prijzen en nominaties

### Prijzen
- MTV Movie Awards 2002: Breakthrough Female Performance
- Teen Choice Awards 2002: Film - Choice Breakout Performance, Actress
- Teen Choice Awards 2002: Film - Choice Chemistry (Moore/West)

### Nominaties
- Teen Choice Awards 2002: Film Choice Actress, Drama/Action Adventure

## Trivia
- Acteur Shane West vond de auto die hij in de film had, een Chevrolet Camaro Coupé van de eerste generatie (1966-1969), zo leuk dat hij hem voor $5000 kocht.